# Lavender Haze
"Lavender Haze" là một bài hát của nữ ca sĩ kiêm sáng tác nhạc người Mỹ Taylor Swift nằm trong album phòng thu thứ 10 của cô, Midnights (2022). Được sáng tác và sản xuất bởi Taylor, Jack Antonoff, Jahaan Sweet, Sounwave, Zoë Kravitz, Sam Dew, và sản xuất bởi bốn người đầu tiên trong số đó cùng với Braxton Cook. Theo Taylor, tiêu đề bái hát là một cụm từ thông dụng từ thập niên 1950 nói về trạng thái khi yêu, và được lấy cảm hứng từ loạt chương trình Mad Men.